# Ильговский (герб)
Ильговский (пол. Ilgowski) — польский дворянский герб.

## Описание
На середине Абданка, положенного в красном поле, стоит копье острием вверх, продетое чрез кольцо.
На шлеме три страусовых пера. Ср.: Абданк.. Герб Илговский (употребляют: Шумковские) внесён в Часть 2 Гербовника дворянских родов Царства Польского, стр. 133.

## Герб используют
Formus, Formusz, Гринцевичи (Hryncewicz), Hryniewicz, Ignatowicz, Ihnatowski, Ilassewicz, Ilcewicz, Ilczewicz, Iliassewicz, Iljenko, Ilkiewicz, Illasiewicz, Illassewicz, Iłgowski, Iwanowicz, Józefowicz, Karnicki, Kęsicki, Nożkowicz, Szumkowski, Talko, Tyszkiewicz.
Шумковские (Szumkowski)родом из прежнего Троцкого воеводства. Виктор Шумковский, крайчий и регент земский, был назначен в 1784 году судьею гродским Гродненским, а в 1794 году чесником Мерецким.